# Vulnerabilidade social
Vulnerabilidade social é um conceito multidimensional que diz respeito a uma condição de  fragilidade material ou moral de indivíduos ou grupos diante de riscos produzidos pelo contexto econômico-social. Está relacionado a processos de exclusão social,  discriminação e violação de direitos desses grupos ou indivíduos, em decorrência do seu nível de renda,  educação, saúde,  localização geográfica, dentre outros.
A ideia de vulnerabilidade implica a necessidade de eliminação de riscos e de substituição da fragilidade pela força ou pela resistência. Os primeiros estudos acerca do tema visavam sobretudo entender a vulnerabilidade um ponto de vista econômico. Dentre esses estudos, destaca-se a contribuição de Glewwe e Hall, que procuraram inicialmente estabelecer a diferença entre  pobreza e vulnerabilidade.  Para esses autores, vulnerabilidade  seria  um conceito dinâmico, relacionado  ao declínio dos níveis de bem-estar após um choque macroeconômico, enquanto que a pobreza é definida pelo Banco Mundial, como uma situação de acentuada privação de bem-estar (incluindo não apenas a privação material, medida em termos de renda ou consumo, mas incluindo também a falta de acesso a educação e saúde), sendo que os pobres são particularmente vulneráveis diante de eventos que estão fora do seu controle.
A vulnerabilidade é um indicador da desigualdade social e iniquidade, fruto de características individuais, contextuais ou condições coletivas que resultando em maior suscetibilidade aos agravos de saúde e morte e, ao mesmo tempo, induzindo a reflexão sobre possibilidades e recursos para seu enfrentamento. Este conceito inclui não apenas detecção de fragilidades, mas também de pontos fortes para enfrentamento de agravos de saúde.
O exercício etimológico resgata que a conexão dos vocábulos em latim vulnerare, que significa ferir, lesar, prejudicar, e ‘bĭlis – suscetível a – teria dado origem à palavra vulnerabilidade. A Organização das Nações Unidas para a Educação, a Ciência e Cultura (UNESCO) define a vulnerabilidade social como  resultado negativo da relação entre a disponibilidade dos recursos materiais ou simbólicos de indivíduos ou grupos, e o acesso à estrutura de oportunidades sociais, econômicas e culturais que provêm do Estado, do mercado e da sociedade. Adicionalmente, afirma que a vulnerabilidade não se limita a pobreza apesar de incluí-la. Uma pessoa não é naturalmente vulnerável, ela se torna devido à ausência de apoio da sociedade, instituições e governos. Isso porque o estado de vulnerabilidade associa situações e contextos individuais e, sobretudo, coletivos.
O início da regulamentação da política pública de assistência social aconteceu em um cenário de conflitos e contradições, na sequência das normativas da política pública de saúde. Em 2004 foi instituída a Política Nacional de Assistência Social (PNAS) declarando que a vulnerabilidade social, expressa por diferentes situações que podem acometer os sujeitos em seus contextos de vida, é o campo de atuação de suas ações. A concepção de vulnerabilidade denota a multideterminação de sua gênese não estritamente condicionada à ausência ou precariedade no acesso à renda, mas atrelada também às fragilidades de vínculos afetivo-relacionais e desigualdade de acesso a bens e serviços públicos.
Vulnerabilidade na saúde
Na área da saúde,  o termo vulnerabilidade começou na década de 80, com os estudos sobre a síndrome da imunodeficiência adquirida (aids), compartilhando conceituações da área dos Direitos Humanos. Os conceitos surgidos na área da saúde reordenaram as práticas de prevenção e promoção para um enfoque mais contextualizado e atento ao aspecto social.
Nos anos 70 e 90 o Brasil passou por essa transição, mudando de um perfil epidemiológico típico de terceiro mundo, com predomínio de doenças infecciosas, parasitárias, diarréias, desnutrição infantil, etc., para um perfil característico de países desenvolvidos, no qual predomina doenças crônico-degenerativas, hipertensão, diabetes, obesidade, doenças psíquicas modernas, etc.
Inúmeras questões nesta área são efeitos latentes da modernização. Na primeira modernidade acreditava-se no desenvolvimento econômico, científico e tecnológico. Já na segunda modernidade fica nítido que os processos vêm acompanhados de riscos indesejados, invisíveis e imperceptíveis. Desse modo, podemos encontrar no quadro epidemiológico brasileiro consequências implícitas da industrialização, como o culto ao consumo e a fartura, que tem levado parte da população à obesidade, hipertensão arterial e ao câncer.
Vulnerabilidade é um indicador da iniquidade e da desigualdade social, antecedendo e determinando os diferentes riscos de infecção, adoecimento e morte. A interseção de variáveis, como etnia, gênero e classe permite realizar uma rápida avaliação e instrumentalização para criar políticas objetivando melhorar a qualidade de vida da população, como por exemplo quando verificou-se que mulheres jovens, negras, que moram em favelas, são mais vulneráveis às DST/Aids.
Vulnerabilidade das pessoas com deficiência
Pessoas com deficiência enfrentam maiores dificuldades financeiras e custo de vida, desemprego e menor escolaridade. Muitas ainda se encontram confinadas em suas casas, sem práticas de lazer e interação social, desconhecendo seus direitos. As barreiras atitudinais, institucionais e ambientais trazem dificuldades para grupo das pessoas com deficiência, as quais já possuem condições subjacentes, como realizar atividades e exercer seus direitos em várias esferas da vida, por exemplo ter acesso pleno aos serviços de saúde.
A Constituição Federal de 1988 prevê proteção, cuidado, assistência pública, integração social e garantia dos direitos humanos às pessoas portadores de deficiência, sendo de competência das três esferas governamentais (federal, estadual e municipal), atendendo em todos os níveis de complexidade do Sistema Único de Saúde (SUS): primário, secundário e terciário.
Vulnerabilidade na assistência social
O conceito de vulnerabilidade é adjetivado pelo termo social, indicando uma perspectiva sobre as privações e desigualdades ocasionadas pela pobreza. A partir da década de 90, inicia-se um esforço teórico para a compreensão do fenômeno da pobreza e suas consequências para além do enfoque nas variáveis puramente econômicas. A partir disso, incorporou-se o conceito mais amplo de vulnerabilidade às políticas sociais brasileiras, reorientando a política pública de assistência social.
A desigualdade social tem sido estudada constantemente por governantes e estudiosos, que reconhecem a importância do entendimento das diferenças nas suas manifestações. Falar em riscos sociais não se limita apenas a situações de pobreza, mas inclui situações como o desemprego, dificuldades de inserção social, enfermidades, violência, etc. Deste modo, pensar soluções meramente econômicas para problemas de ordem estrutural torna-se insuficiente, pois a maioria dos problemas possui raízes profundas, como dificuldades herdadas da própria formação nacional, deterioração do sistema democrático, planejamento urbano ineficiente, entre outros.
O uso de termos como “necessidades básicas insatisfeitas”, “pobreza multidimensional” e “desenvolvimento humano”, exclusão e vulnerabilidade social estão relacionados a aspectos econômicos além de  políticos (ainda que nem sempre sejam percebidos como tal).
Identificar vulnerabilidades nas populações é um dos principais meios para formular políticas públicas.